# Rockledge (Florida)
Rockledge és una població dels Estats Units a l'estat de Florida. Segons el cens de l'1 de juliol de 2008 tenia 24.747 habitants.

## Demografia
Segons el cens del 2000, Rockledge tenia 20.170 habitants, 7.864 habitatges, i 5.677 famílies. La densitat de població era de 727,8 habitants/km².
Dels 7.864 habitatges en un 31% hi vivien nens de menys de 18 anys, en un 56,8% hi vivien parelles casades, en un 11,9% dones solteres, i en un 27,8% no eren unitats familiars. En el 22,5% dels habitatges hi vivien persones soles el 9,5% de les quals corresponia a persones de 65 anys o més que vivien soles. El nombre mitjà de persones vivint en cada habitatge era de 2,51 i el nombre mitjà de persones que vivien en cada família era de 2,93.
Per edats la població es repartia de la següent manera: un 23,8% tenia menys de 18 anys, un 6% entre 18 i 24, un 28,6% entre 25 i 44, un 25,2% de 45 a 60 i un 16,4% 65 anys o més.
L'edat mediana era de 40 anys. Per cada 100 dones de 18 o més anys hi havia 87,3 homes.
La renda mediana per habitatge era de 45.218 $ i la renda mediana per família de 52.332 $. Els homes tenien una renda mediana de 39.434 $ mentre que les dones 25.918 $. La renda per capita de la població era de 20.700 $. Entorn del 4% de les famílies i el 6,5% de la població estaven per davall del llindar de pobresa.

## Poblacions més properes
El següent diagrama mostra les poblacions més properes.